# Венсеслау Брас
Венсесла́у Брас Пере́йра Го́мес (порт. Venceslau Brás Pereira Gomes; 26 лютого 1868 — 16 травня 1966) — бразильський державний діяч, адвокат і прокурор, дев'ятий президент Бразилії (1914—1918).

## Біографія

### Ранні роки
Венсеслау Брас народився 1868 року в місті Бразополіс, штат Мінас-Жерайс. Закінчивши 1890 року Юридичний факультет університету Сан-Паулу, почав юридичну практику.
1892 року був обраний депутатом законодавчої асамблеї Мінас-Жерайсу, 1896 — федеральним депутатом. З 1898 до 1902 року займав пост міністра внутрішніх справ та юстиції Мінас-Жерайсу (в уряді Сілвіану Брандана). 1903 року знову посів місце федерального депутата.
У 1909–1910 роках Брас працював губернатором штату Мінас-Жерайс. 1910 року балотувався на пост віцепрезидента Бразилії та був обраний.

### На посту президента
Венсеслау Брас зайняв пост президента Бразилії 15 листопада 1914 року. Важливою подією періоду його президентства стало придушення повстання Контестаду 1915 року, що спалахнуло на півдні країни, на кордоні штатів Парана й Санта-Катаріна. Розбити повстанців, доведених до відчаю злиднями та байдужістю влади, вдалось тільки ціною безлічі жертв, завдяки військовій операції за участі 6 тисяч солдат із застосуванням гармат, кулеметів та авіації.
За часів правління Браса 26 жовтня 1917 року Бразилія офіційно оголосила війну Німеччині та вступила до Першої світової війни, однак її роль обмежилась тільки забезпеченням союзників товарами і морським транспортом: бразильські генерали, усвідомлюючи слабкість армії, яка не могла впоратись навіть із селянським повстанням, відмовились відряджати війська до Європи на допомогу Антанті.
Інші помітні події президентства Браса — епідемія іспанського грипу, що забрала життя 15 тисяч бразильців, і прийняття Конгресом цивільного кодексу 1 січня 1917 року.

## Пам'ять
Ім'я Венсеслау Браса носять муніципалітет Презіденті-Венсеслау в штаті Сан-Паулу, а також однойменні муніципалітети Венсеслау-Брас у штатах Мінас-Жерайс та Парана.